# Dez Fafara
Bradley James "Dez" Fafara (Santa Bárbara, 12 de mayo de 1966) es un músico estadounidense, fue líder de Coal Chamber y es actualmente de DevilDriver.

## Biografía
Nacido el 12 de mayo de 1966 es de origen portugués y siciliano. Su padre, Tiger Fafara, y su difunto tío, Stanley Fafara, fueron actores infantiles que formaron parte de la serie de televisión Leave It to Beaver. Tiene una esposa llamada Anahstasia, la cual aparece en la portada del álbum Chamber Music. Con ella tiene 3 hijos llamados Kaleb, Simon y Tyler.
Durante toda su vida padece del trastorno por déficit de atención con hiperactividad.
Realizó cuatro álbumes con Coal Chamber: Coal Chamber, Chamber Music, Dark Days, y el álbum de lados b Giving The Devil His Due. Dez escribió una canción sobre uno de sus hijos, Tyler, llamada "Tyler's Song". 
No mucho después de la separación de Coal Chamber. Dez junto a Evan Pitts creó la banda DevilDriver. Hasta ahora en DevilDriver lanzó nueve álbumes: DevilDriver, The Fury of Our Makers Hand, The Last Kind Words, Pray For Villains, Beast, Winter Kills, Trust No One, Outlaws 'Til The End, Vol. 1 y Dealing wiht Demons I. Fafara hizo una canción para la compilación Roadrunner United, un álbum creado por Roadrunner Records para su 25to aniversario, en el que colaboran artistas de bandas que han estado o están en su sello discográfico. Su canción se titula "Baptized In The Redemption", el hizo esta canción con Dino Cazares (Fear Factory, Divine Heresy o Brujería entre otros), Andreas Kisser (Sepultura), Paul Gray (Slipknot), y Roy Mayorga (Stone Sour y ex Soulfly y Medication entre otros).

## Coal Chamber
Dez se dio a conocer con un total de 5 discos con Coal Chamber. Tres de los álbumes, Coal Chamber (1997), que fue de oro, Chamber Music (1999), Dark Days (2002) y Rivals (2015). Un álbum de remixes, rarezas y caras B, titulado Giving the Devil His Due (2003) y un "Best Of" (2004) también fueron liberados. Coal Chamber se disolvió en 2003, por lo que Dez Fafara se centró en un proyecto que iba a formar en paralelo llamado en un principio Deathride, para terminar siendo la banda principal debido a la separación de Coal Chamber y terminando por llamarse DevilDriver en lugar de Deathride. 
Contrario a algunos reportes, Dez ha hablado a menudo libremente de su tiempo en Coal Chamber en los últimos tiempos, desvelando los motivos reales por los que la banda se disolvió. En el año 2011, Dez vuelve a poner en activo a Coal Chamber junto a los músicos Mike Rascón a la guitarra, Mike Cox a la batería y Chela Rhea Harper al bajo, siendo esta última la única integrante nueva que sustituye a su anterior bajista, Nadja Peulen. Tras girar con esta nueva formación y dar conciertos en varios festivales, en mayo de 2015 lanzaron nuevo trabajo después de 13 años llamado Rivals, y un año después la banda se separó de nuevo, esta vez, de forma definitiva.

## DevilDriver

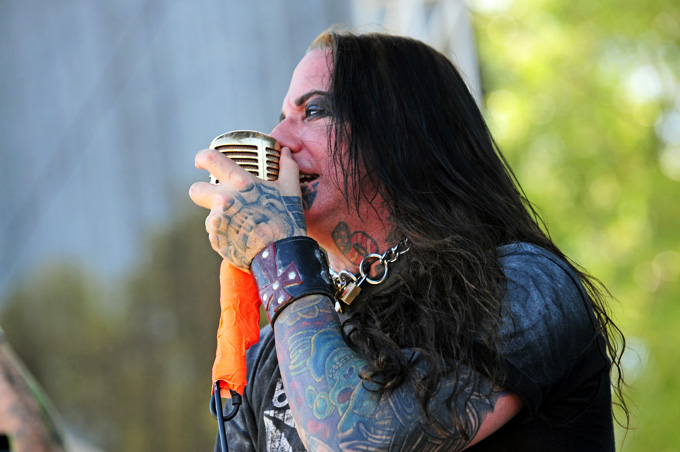
Festival Onda Sonora 2012.

El grupo es fundado por Dez Fafara tras la separación de su anterior banda, Coal Chamber. Dez comienza a centrar su atención en DevilDriver, la cual en un principio iba a ser un proyecto paralelo llamado Deathride, como se ha mencionado anteriormente. Las razones por las que Coal Chamber se disolvió aún son objeto de debate.
DevilDriver, completado por los guitarristas Evan Pitts y Jeff Kendrick, el bajista Jonathan Miller y el baterista John Boecklin, se concibió en 2001, durante el proceso de grabación de “Dark Days”, el tercer álbum del otro proyecto de Fafara, Coal Chamber. Fafara quería añadir gordura y peso a su producción musical durante algún tiempo. Había estado pensando en moverse hacia una dirección más fresca y metálica cuando finalmente DevilDriver llegó a realizarse.
Actualmente ha publicado 5 álbumes de estudios y un EP.

## Discografía

### Coal Chamber
Álbumes de estudio
- Coal Chamber (11 de febrero, de 1997)
- Chamber Music (7 de septiembre, de 1999)
- Dark Days (7 de mayo, del 2002)
- Rivals (22 de mayo, del 2015)

Compilaciones
- Giving the Devil His Due (19 de agosto, del 2003)
- The Best Of Coal Chamber (9 de agosto, del 2004)

### Devildriver
Álbumes de estudio
- Devildriver - 2003
- The Fury Of Our Maker´s Hand - 2005
- The Last Kind Words - 2007
- Pray For Villains - 2009
- Beast - 2011
- Winter Kills  - 2013
- Trust No One - 2016
- Outlaws 'til the End, Vol. 1 - 2018
- Dealing with Demons Vol. II - 2023

EP
- Head on to Heartache - 2008